# Władysław Ulanowski
Władysław Ulanowski ps. „Warta” (ur. 1921, zm. 24 maja 1946) – polski fotograf, dowódca oddziału PAS
Syn Mateusza. W okresie okupacji niemieckiej w AK, był łącznikiem między strukturami AK a NSZ i Stronnictwem Narodowym. Po zakończeniu wojny nadal w konspiracji, był dowódcą oddziału PAS.
Aresztowany w 1945. Oskarżony o udział w spacyfikowaniu 6 czerwca 1945 wsi Wierzchowiny, choć nigdy tam nie był. 19 marca 1946 razem z sześcioma współtowarzyszami walki skazany w tzw. „procesie lubelskiego PAS” na podst. 1 Dekr. przez Wojskowy Sąd Okręgowy w Warszawie pod przewodnictwem ppłk A. Janowskiego na karę śmierci. Nr sprawy W.1692/46. Prezydent Bierut nie skorzystał z prawa łaski. Stracony wraz ze współskazanymi 24 maja 1946.
Dokładne miejsce jego pochówku jest nieznane. Grób symboliczny znajduje się na Cmentarzu Wojskowym w Warszawie w Kwaterze „na Łączce”.